# Henri Jourdain
Henri-Pierre-Joseph Jourdain, né le 30 novembre 1863 à Paris où il meurt le 5 août 1931, est un peintre, dessinateur, graveur et un illustrateur français.

## Biographie

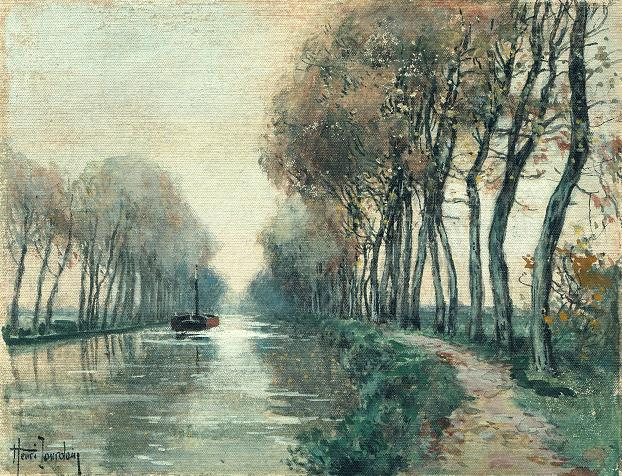
Henri Jourdain, Canal en automne (1890).

Il expose puis grave pour Georges Petit pendant près d'une vingtaine d'années, commençant en 1906 par une exposition autour de la gravure en couleur.
La Société de l'estampe moderne présente son travail dans son catalogue de 1931 qui comprend près de cent eaux-fortes.
Henri Jourdain épouse Juliette Poterlet (1862-1944) le 24 avril 1889 à Paris. Illustratrice d'éventails, elle est la fille du peintre ornemaniste et collectionneur Victor Poterlet (1811-1889) ainsi que la sœur du peintre Louis-Henry Poterlet (1859-1947) et de l'artiste Emma Poterlet (1872-1934).

## Illustration
- Madame Bovay, de Gustave Flaubert, imprimé pour la Société du Livre d'Art par l'Imprimerie Nationale, 1912 (tirage à 150 exemplaires)
- Monsieur de Lourdines, d'Alphonse de Chateaubriant, Paris, Devambez, 1929
- Par les champs et par les grèves, de Gustave Flaubert, Paris, Carteret, 1931
- Dominique, d'Eugène Fromentin, Paris, L. Carteret, 1931
- Les Lettres de mon moulin d'Alphonse Daudet, Paris, Henri Piazza, 1933